# Woodland (comté d'Aroostook, Maine)
Pour les articles homonymes, voir Woodland.
Woodland est une ville des États-Unis qui se situe dans le comté d'Aroostook dans l’État du Maine. Au recensement de 2010, sa population était de 1 213 habitants.
|                | New Sweden (Maine) |                 |
|                | Woodland           | Caribou (Maine) |
| Perham (Maine) | Washburn (Maine)   |                 |

## Source
- (en) Cet article est partiellement ou en totalité issu de l’article de Wikipédia en anglais intitulé « Woodland, Aroostook County, Maine » (voir la liste des auteurs).